# Casper Gimbrère
Casper Gimbrère (Amsterdam, 25 mei 1967) is een Nederlands toneel-, televisie- en film en (stem)acteur.

## Biografie
Gimbrère studeerde in 1994 af aan de Amsterdamse Toneelschool met de voorstelling Tevengebroed, van zijn eigen gelijknamige theatergroep, waarvoor hij de Top Naeff-prijs ontving. Met dit gezelschap speelde Gimbrère producties als De Dwazen, Bierkaai in samenwerking met Toneelgroep Amsterdam, Kaalslag en Out!.
In 1996 kwam Gimbrère in dienst bij Toneelgroep Amsterdam, waarmee hij in onder andere Een soort Hades, Haar leven – Haar Doden en Oom Wanja speelde.
Op televisie speelde hij in de met een Emmy Award bekroonde televisiefilm Offers (2006). Ook speelde hij in populaire tv-series als Bernhard, schavuit van Oranje, Flikken Maastricht en Gooische Vrouwen, en in de telefilm Sekjoeritie. In de bioscoop was Gimbrère te zien in de succesvolle speelfilm De Storm (2009). Hij acteerde in de succesvolle musicals Billie Holiday (2008) en Dusty, You Don't Have To Say You Love Me (2010), waar hij de rol van Tom Springfield speelde, de broer van zangeres Dusty Springfield.
In 2011 is Gimbrère te zien in de eenakters Het Huwelijksaanzoek en De Beer, van de Russische toneelschrijver Anton Tsjechov, gespeeld door 't Woud Ensemble. Op dit moment speelt Gimbrère in de musical Hij Gelooft in Mij als ensemble en understudy Dhr. Valkenier, Tim Griek en Jan van Galen. In 2015/2016 speelt hij de rol van 'Mat' in de kindervoorstelling "Buurman en Buurman" van Senf.
Casper Gimbrère is een zeer gewilde stemacteur. Zo deed hij bijvoorbeeld de rol als Generaal Ross in The Avengers: Earth's Mightiest Heroes. Hij heeft reeds meer dan tientallen luisterboeken ingesproken voor diverse uitgeverijen. 
Hij is ook actief als muzikant. Zo speelt hij momenteel als drummer in de band The Steady Itch, tevens heeft hij als drummer in de band van Ellen ten Damme gespeeld.

## Filmografie
- 1995 Vrouwenvleugel
- 1996 Baantjer - Nico van der Kolk (Afl. De Cock en de moord op de onderkoning)
- 1999 Kruimeltje
- 2000 Wildschut & De Vries
- 2000 Tattoo
- 2003 Ernstige Delicten
- 2003 Loverboy
- 2003 Stop!
- 2005 Impasse
- 2005 Offers
- 2005 Beggar
- 2007 Spoorloos verdwenen
- 2005-2008 Keyzer & De Boer Advocaten
- 2009 De Storm
- 2005-2009 Gooische Vrouwen
- 2009 De co-assistent
- 2009 Sint
- 2010 Sekjoeritie
- 2010 Bernhard, schavuit van Oranje
- 2010 Flikken Maastricht - Thierry Lagerveld (Afl. Verkracht)
- 2010 Wraak
- 2011 Isabelle
- 2011 Verborgen Gebreken
- 2011 Seinpost Den Haag - Emile Molenbeeke
- 2013 De val van Aantjes
- 2015 Gliese 581
- 2015 Flikken Rotterdam
- 2016 Dokter Tinus
- 2020 Flikken Maastricht - Vrachtwagenchauffeur (Afl. Wie met het zwaard omgaat...)
- 2023 Eén grote familie
- 2024 Oogappels
- 2025 Bennie

## Luisterboeken
- 2014 De Vleermuisman Jo Nesbø
- 2014 Headhunters Jo Nesbø
- 2015 De Kakkerlak Jo Nesbø
- 2015 De Roodborst Jo Nesbø
- 2015 Nemesis Jo Nesbø
- 2015 Dodelijk Patroon Jo Nesbø
- 2015 De Verlosser Jo Nesbø
- 2015 De Sneeuwman Jo Nesbø
- 2015 Het Pantserhart Jo Nesbø
- 2015 Politie Jo Nesbø
- 2015 De Schim Jo Nesbø
- 2016 Haantjes Kluun
- 2016 De Weduwnaar Kluun
- 2016 Komt een vrouw bij de dokter Kluun
- 2016 De Doodsvogel Samuel Bjørk
- 2016 De hitte van de hel Gard Sveen
- 2016 De doden hebben geen verhaal Gard Sveen
- 2016 De erfenis van de Tempeliers Steve Berry
- 2016 Alles is verlicht Jonathan Safran Foer
- 2017 Het Bourne Bedrog Robert Ludlum
- 2017 Het Bourne Dubbelspel Robert Ludlum
- 2018 De Oorsprong Dan Brown
- 2018 Magnus Arjen Lubach
- 2019 Mijn moeder is gek Arthur van Amerongen
- 2020 Sneijder Kees Jansma